# Javier Maretto
Javier Maretto (Sunchales, Santa Fe, 5 de septiembre de 1961) es un exjugador de baloncesto argentino que actualmente se desempeña como entrenador de ese deporte en Atlético Rafaela. Representó a su país a nivel internacional en diversas ocasiones. Además se desempeñó como periodista y gestor deportivo.

## Trayectoria como jugador

### Clubes
Maretto se formó en la cantera de Libertad de Sunchales, donde practicó fútbol y tenis además de baloncesto. Comenzó muy joven a jugar con el equipo mayor de la institución, lo que captó la atención de diversos clubes del país. En 1980 se instaló en Buenos Aires, donde se incorporó a Ferro Carril Oeste. Formó parte de una generación dorada del club que conquistó el Campeonato Sudamericano de Clubes Campeones en dos ocasiones (1982 y 1983) y la Liga Nacional de Básquet en tres (1985, 1986 y 1989), además de haber obtenido otros títulos locales y haber terminado como subcampeones en el Mundial de Clubes FIBA 1986. 
Dejó Ferro Carril Oeste a fines de 1989 para probar suerte en Italia, pero regresó a su país a mediados de 1990 para fichar con Estudiantes de Bahía Blanca. Posteriormente jugaría en Peñarol de Mar del Plata e Independiente de Neuquén, hasta que en 1993 aceptó disputar el Torneo Nacional de Ascenso con los colores de Libertad de Sunchales.
En 1995 llegó a Obras Basket para cubrir el puesto de capitán del equipo. El equipo terminaría consagrándose campeón de la temporada 1995-96 del TNA, ganándose así el derecho a jugar en la LNB. Con los porteños, Maretto sumaría dos temporadas más en la LNB, disputando un total de 109 partidos.
Retornó al TNA en 1998 como jugador de Lanús, pero las lesiones le impidieron afianzarse en el equipo. Su última temporada como jugador profesional fue en el Deportivo San Andrés, también en el TNA.

### Selección nacional
Maretto fue miembro del seleccionado juvenil argentino que obtuvo la medalla de bronce en el Campeonato Mundial de Baloncesto Sub-19 de 1979 en Salvador, Brasil. Ese equipo estuvo integrado por jugadores como Esteban Camisassa, Jorge Faggiano y Gabriel Milovich, quienes luego, al igual que Maretto, se convertirían en figuras destacadas de su país.
También integró en diversas oportunidades el plantel de la selección absoluta.

## Carrera como entrenador
Luego de retirarse como jugador, Maretto se desempeñó como asistente del entrenador Fernando Duró en Boca Juniors. Posteriormente fue entrenador jefe de Lanús por tres temporadas (2003-2006), además de dirigir a Tres de Febrero, Ciudad de Bragado, Unión Vecinal de Munro, Scholem e Independiente de Zárate.
A comienzos de 2016 regresó a Libertad de Sunchales con la misión de convertirse en el coordinador general del área de baloncesto del club, además de asumir como el entrenador del representativo que los sunchalenses tenían en la Liga de Desarrollo y en los torneos de la Asociación Rafaelina de Básquetbol. Permaneció en el puesto hasta fines de 2021, pasando en enero del año siguiente a hacerse cargo de la conducción del equipo superior de Atlético Rafaela.

## Vida personal
Maretto está casado con Karin Kirch, que jugó al voleibol profesionalmente en Argentina e Italia. Es padre de los baloncestistas profesionales Adriano Maretto y Octavio Maretto, y de la voleibolista retirada Oriana Maretto.
Fue ojeador en Sudamérica del Oklahoma City Thunder entre 2008 y 2014.
Junto con Antonio Gornatti condujo el programa de televisión Básquet a las Brasas de 2013 a 2015.